# Markthalle Sonthofen

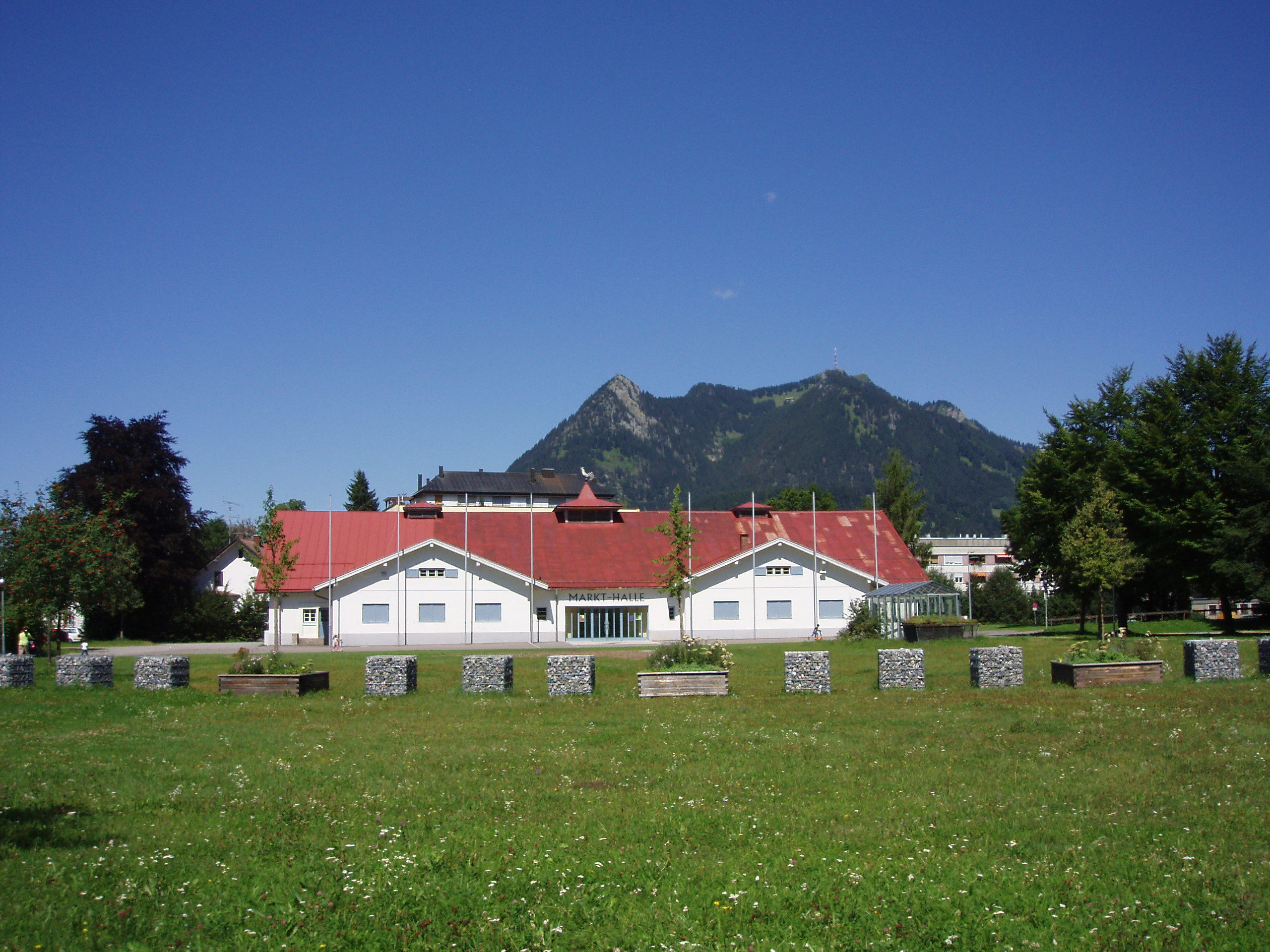
Die Markthalle. Im Hintergrund der Grünten

Die Markthalle in Sonthofen ist ein Gebäude mit wechselvoller Geschichte.

## Geschichte
Ursprünglich in Mindelheim errichtet, wurde sie demontiert und 1929 in Sonthofen auf dem Marktanger, wo damals riesige Viehmärkte abgehalten wurden, wieder aufgebaut. Sie diente damals als Viehmarkthalle, wurde in Sonthofen jedoch, weil sich die Viehhandelstätigkeit ebenso wie der Bahnanschluss verlagerte, nur wenige Jahre zu diesem Zweck genutzt. 1935 wurde sie zur Eishalle umfunktioniert und wurde nun zwei Winter lang zum Schlittschuhfahren und Eiskegeln verwendet, doch musste diese bei den Besuchern sehr beliebte Nutzung schnell wieder eingestellt werden, weil sie Bauschäden verursachte. In den nächsten Jahren wurde sie für Veranstaltungen aller Art genutzt. Nach dem Ende des Zweiten Weltkriegs wurde sie kurzfristig von den Besatzungsmächten genutzt und diente dann als Standort der Schülerspeisung. Später wurde sie wieder für Konzert- und Theateraufführungen genutzt. Einer der Höhepunkte in der Geschichte der Halle dürfte die Verleihung des Stadtrechts an Sonthofen gewesen sein, die dort begangen wurde. In den 1980er Jahren entschied man sich für den Abriss der Markthalle und den Bau einer neuen Stadthalle, doch mangels finanzieller Mittel wurde diese Maßnahme nicht durchgeführt. Der Heimatdienst Sonthofen und weitere Interessierte verfolgen inzwischen das Ziel, die Markthalle zu sanieren und zu einer „Bürgerhalle“ umzugestalten.